# Wil Burgmeijer
Wilhelmina Maria „Wil“ Burgmeijer (* 23. April 1947 in Ter Aar) ist eine ehemalige niederländische Eisschnellläuferin.

## Werdegang
Burgmeijer nahm von 1963 bis 1972 an nationalen Wettbewerben teil und erreichte in den Jahren 1965, 1967, 1968 sowie 1972 mit dem vierten Platz ihre beste Platzierung bei niederländischen Mehrkampfmeisterschaften. International trat sie erstmals in der Saison 1965/66 in Erscheinung und kam dabei bei der Mehrkampf-Weltmeisterschaft 1966 in Trondheim auf den 14. Platz im Mini-Mehrkampf. Im folgenden Jahr wurde sie bei der Mehrkampf-Weltmeisterschaft in Deventer Zehnte im Mini-Mehrkampf. Nach Platz drei im Mini-Mehrkampf beim Dynamo Cup in Berlin zu Beginn der Saison 1967/68, belegte sie bei der Mehrkampf-Weltmeisterschaft 1968 in Helsinki den 11. Platz im Mini-Mehrkampf und bei den Olympischen Winterspielen 1968 in Grenoble den 16. Platz über 500 m sowie den fünften Rang über 3000 m. Dort lief sie im folgenden Jahr bei der Mehrkampf-Weltmeisterschaft auf den sechsten Platz im Mini-Mehrkampf. In ihrer letzten Saison als aktive Eisschnellläuferin 1971/72 kam sie bei der Mehrkampfeuropameisterschaft 1972 in Inzell und bei der Mehrkampf-Weltmeisterschaft 1972 in Heerenveen jeweils auf den 13. Platz im Mini-Mehrkampf.

## Erfolge

### Olympische Spiele
- 1968 Grenoble: 5. Platz 3000 m, 16. Platz 500 m

### Mehrkampf-Weltmeisterschaften
- 1966 Trondheim: 14. Platz Mini-Mehrkampf
- 1967 Deventer: 10. Platz Mini-Mehrkampf
- 1968 Helsinki: 11. Platz Mini-Mehrkampf
- 1969 Grenoble: 6. Platz Mini-Mehrkampf
- 1972 Heerenveen: 13. Platz Mini-Mehrkampf

### Mehrkampf-Europameisterschaften
- 1972 Inzell: 13. Platz Mini-Mehrkampf

## Persönliche Bestleistungen
| Disziplin | Zeit        | Datum            | Ort    |
| --------- | ----------- | ---------------- | ------ |
| 500 m     | 44,90 s     | 12. Februar 1970 | Inzell |
| 1000 m    | 1:31,93 min | 15. Januar 1972  | Inzell |
| 1500 m    | 2:19,96 min | 15. Januar 1972  | Inzell |
| 3000 m    | 4:55,10 min | 22. Februar 1969 | Inzell |